# 나치 독일의 동성애자 박해

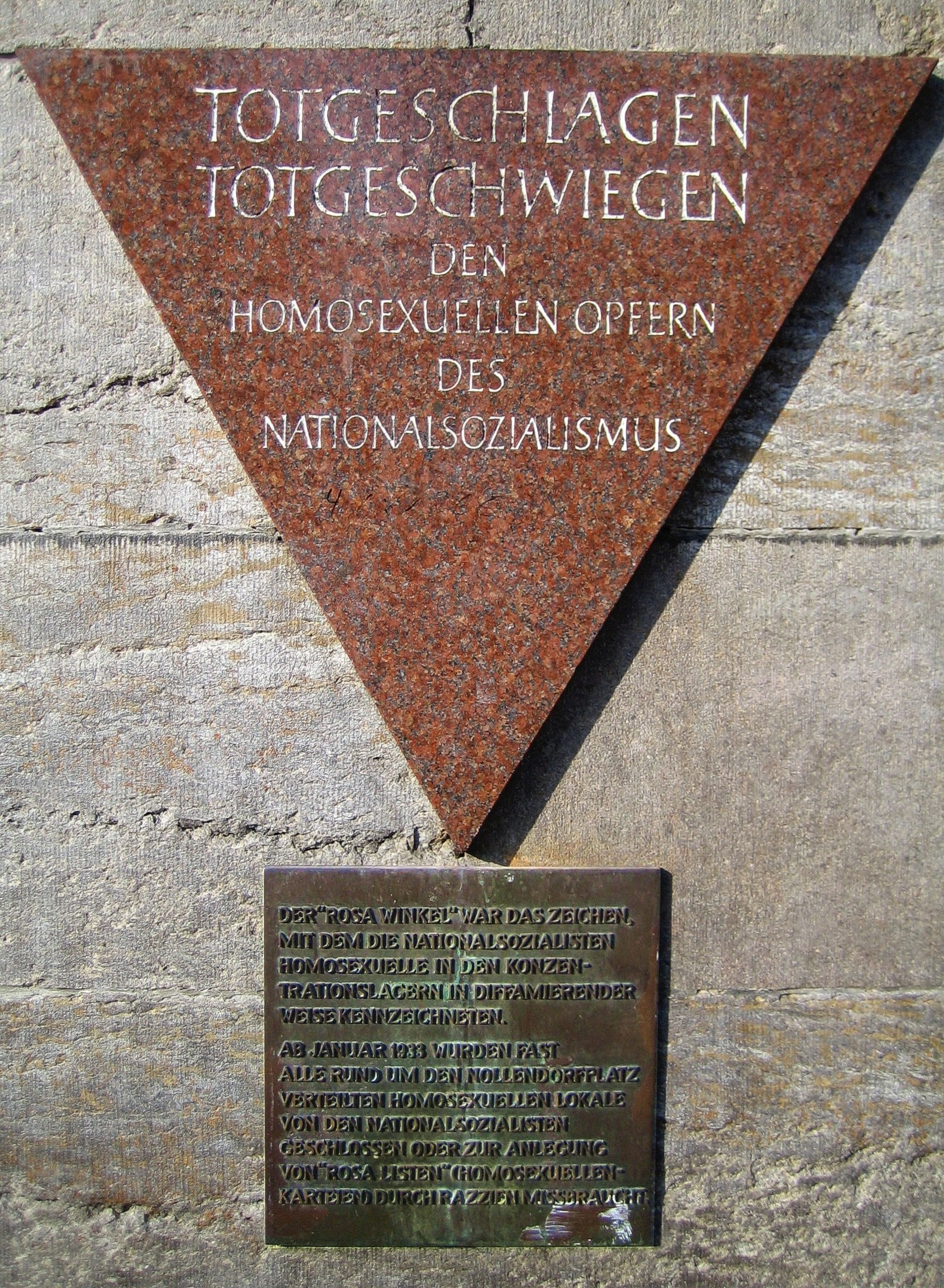
놀렌도르프 광장 기념물

나치 독일의 동성애자 박해에 대한 내용이다.
1933년 이전에는 독일 형법 175조에 따라 독일에서 남성 동성애 행위가 불법이었다. 그러나 이 법은 일관되게 시행되지 않았으며, 독일의 주요 도시에는 동성애 문화가 성행하고 있었다. 1933년 나치가 장악한 이후 최초의 동성애 운동의 기반시설인 클럽, 조직, 출판물은 폐쇄되었다. 1934년 롬 숙청 이후 동성애자 박해는 나치 경찰국의 최우선 과제가 되었다. 1935년 175항의 개정으로 동성애 행위에 대한 형사 고발이 더 쉬워졌고, 이로 인해 체포와 유죄 판결이 크게 증가했다. 박해는 제2차 세계 대전 이전 몇 년 동안 최고조에 이르렀으며 오스트리아, 체코, 알자스-로렌을 포함하여 독일에 합병된 지역으로 확대되었다.
나치 정권은 독일에서 모든 동성애 징후를 제거하는 것을 목표 중 하나로 간주했다. 남성들은 비난, 경찰 급습, 다른 동성애자들의 심문 중에 밝혀진 정보를 통해 체포되는 경우가 많았다. 체포된 사람들은 유죄로 추정되어 자백을 이끌어 내기 위해 가혹한 심문과 고문을 받았다. 1933년부터 1945년 사이에 약 100,000명의 남성이 동성애자로 체포되었다. 이들 중 약 50,000명은 민간 법원에서 선고를 받았고, 6,400~7,000명은 군사 법원에서 선고를 받았으며, 그 수는 알 수 없는 특별 법원에서 선고되었다. 이들 중 대부분은 일반 교도소에서 복역했으며, 5,000~6,000명이 강제 수용소에 투옥되었다. 이들 수감자의 사망률은 60%로 추산되는데, 이는 다른 수감자 집단에 비해 높은 비율이다. 소수의 남성이 나치 안락사 센터에서 사형을 선고 받거나 살해되었다. 나치 독일의 동성애자 박해는 성소수자를 대상으로 한 오랜 차별과 폭력의 역사에서 가장 극심한 사건으로 꼽힌다.
전쟁 후, 나치 독일의 후계 국가에서는 동성애가 계속 불법이었기 때문에 동성애자들은 처음에는 나치즘의 희생자로 간주되지 않았다. 자신의 경험을 논의하기 위해 나온 피해자는 거의 없었다. 박해는 1970년대 동성애 해방 운동 동안 대중의 관심을 더 많이 받게 되었고, 분홍색 삼각형은 LGBT의 상징으로 다시 사용되었다.